# هموار ۳
هموار ۳ مربوط به سده‌های اولیه دوران‌های تاریخی پس از اسلام است و در شهرستان ازنا، بخش مرکزی، دهستان پاچه لک غربی، ۲ کیلومتری شمال شرقی روستای کمری واقع شده و این اثر در تاریخ ۲۸ اسفند ۱۳۸۵ با شمارهٔ ثبت ۱۸۲۷۳ به‌عنوان یکی از آثار ملی ایران به ثبت رسیده است.